# (4187) Shulnazaria
(4187) Shulnazaria ist ein Hauptgürtelasteroid, der am 11. April 1978 von Nikolai Stepanowitsch Tschernych vom Krim-Observatorium aus entdeckt wurde.
Der Asteroid wurde nach dem Astronomen-Ehepaar Leonid Markovich Shul'man und Galina Kirillovna Nazarchuk benannt.